# فتاة شاذة (فلم)
فتاة شاذة، فيلم مصري من إنتاج عام 1964، عن قصة عدلي المولد من إخراج أحمد ضياء الدين.

## تمثيل
- رشدي أباظة
- أحمد رمزي
- يوسف فخر الدين
- شويكار
- محمود المليجي
- توفيق الدقن
- ميمي شكيب
- عبد الخالق صالح
- مختار أمين
- فتحية شاهين
- عادل أدهم
- مديحة كامل